# Angyaltrombita
Az angyaltrombita (Brugmansia) a burgonyavirágúak (Solanales) rendjébe tartozó burgonyafélék (Solanaceae) családjának egyik nemzetsége hét fajjal. Sokáig a maszlag (Datura) nemzetség részének tekintették, majd újra önálló nemzetséggé minősítették.
A nemzetség vadon kihaltnak tekinthető, szabadon már egy fajtiszta eredeti faj sem lelhető fel, csak a nemesített változatok, azok is csak kivadulva. Viszont a hibrideket, nemesítetteket a mai napig termesztik, kedvelt dísznövények.

## Származása, elterjedése
Közép- és Dél-Amerikából származik; de látványos virágzata miatt már a 17. században kedvelt dísznövény volt; Magyarországon főleg vidéki kúriákban ültették. A világ számos trópusi, illetve mediterrán éghajlatú részére betelepítették.

## Megjelenése, felépítése
Mintegy 1,5 méter magasra növő cserje, kisebb fa vagy kúszócserje. Egyes fajok évelők, mások egynyáriak. Illatos, nagy, trombita alakú virágai rendszerint elefántcsontszínűek vagy fehérek – szórványosan sárga, rózsaszín és kék virágú fajták is előfordulnak. A trombita alakú tölcsér az öt, összeforrt sziromlevélből alakult ki. Termése bogyó.

## Életmódja
Trópusi növény lévén fagyérzékeny (a 4–12 °C-ot már megsínyli), ezért a Kárpát-medencében a szabadban nem telel át. Víz- és tápanyagigényes; a tápanyag utánpótlásáról rendszeresen gondoskodni kell. A közvetlen napfényt általában jól tűri, de félárnyékban tovább (júniustól az első fagyokig) virágzik. Dézsába ültetve meg kell karózni, nehogy a szél letörje a koronáját.

## Felhasználása
Több faját dísznövénynek termesztik. Hajtásdugványról könnyen szaporítható.
Az indiánok hallucinogén italt főztek leveléből és terméséből, de alapvetően minden része mérgező.
Fogyasztása tilos, szerepel az OGYÉI tiltólistáján is.

## Rendszertani felosztása
A hét eredeti faj:
- Brugmansia arborea
- sárga angyaltrombita (Brugmansia aurea)
- Brugmansia insignis
- rózsaszín angyaltrombita (Brugmansia suaveolens)
- vörös angyaltrombita (Brugmansia sanguinea)
- Brugmansia versicolor
- Brugmansia vulcanicola

Négy, viszonylag gyakori hibrid faj:
- Brugmansia × cubensis,
- Brugmansia × insigni,
- Brugmansia × rubella,
- Brugmansia × candida.